# Basilique Saint-Michel de Madrid
Cette  basilique n’est pas la seule basilique Saint-Michel.
La basilique pontificale Saint-Michel (en espagnol : Basílica Pontificia de San Miguel) est une église catholique de style baroque et une basilique mineure au centre de Madrid en Espagne. Elle se situe dans la rue San Justo. Elle est administrée maintenant par les prêtres de l’Opus Dei.
Elle abrite les tombeaux de Louis d'Orléans, comte de Charny et de son fils Manuel d'Orléans.